# Chalawan
Chalawan es un género extinto de mesoeucrocodilio folidosáurido que vivió durante el Cretácico Inferior en la Formación Phu Kradung en la provincia de Nong Bua Lamphu, al noreste de Tailandia. Solo contiene a una especie, Chalawan thailandicus.

## Descubrimiento e historia
Chalawan es conocido actualmente solo a partir de su holotipo, una mandíbula casi completa recolectada a principios de la década de 1980 en el corte de un camino cerca del pueblo de Nong Bua Lamphu, en la parte superior de la Formación Phu Kradung. Este único espécimen es el fósil de vertebrado mejor preservado que se ha hallado en esta formación; otros vertebrados, incluyendo a dinosaurios, son conocidos solo de restos fragmentarios. Esta formación se consideró originalmente de edad del Jurásico Inferior al Jurásico Medio, pero esto se ha revisado y excepto por la parte más inferior la cual probablemente se depositó durante el Jurásico Superior, se considera que data del Cretácico Inferior. El espécimen fue asignado originalmente a una nueva especie del goniofolídido Sunosuchus. Sunosuchus thailandicus fue descrito y nombrado en principio por Eric Buffetaut y Rucha Ingavat en 1980. La mandíbula es muy robusta, y su punta tiene forma de cuchara, más ancha que la parte de la mandíbula que es inmediatamente posterior. Buffetaut y Ingavat (1980-1984) notaron que S. thailandicus comparte rasgos tanto con los goniofolídidos como los folidosáuridos, y consideraron que indica una cercana relación entre ambos grupos.
Andrade et al. (2011) encontraron que S. thailandicus es la única especie de Sunosuchus, aparte de su especie tipo Sunosuchus miaoi, y posiblemente también "Goniopholis" phuwiangensis de Tailandia, la cual ellos reasignaron a Sunosuchus. Incluso aunque esto se basa en los resultados del mayor análisis filogenético disponible para los mesoeucroocdilianos, dada la naturaleza fragmentaria de los holotipos de S. thailandicus y "G." phuwiangensis sus asignaciones tienen un débil soporte.

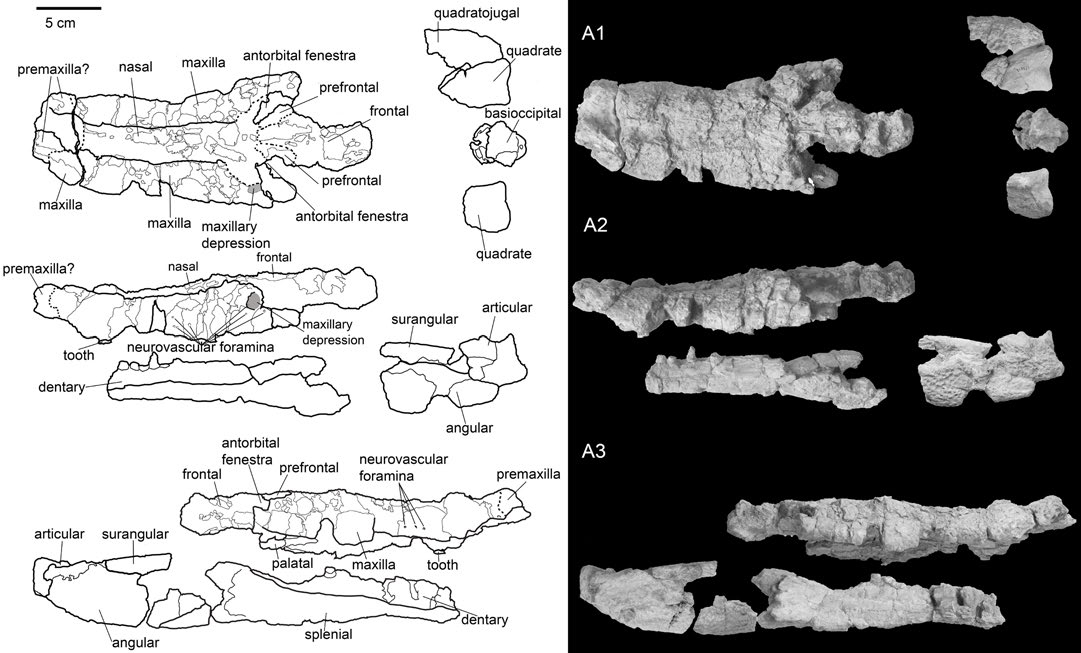
S. cf. thailandicus (holotipo de S. shartegensis).

Halliday et al. (2013) sinonimizaron de manera tentativa a "Sunosuchus" shartegensis (Efimov, 1988) con "Sunosuchus" cf. thailandicus. "S." shartegensis solo se conoce del holotipo PIN 4174‒1, un cráneo fragmentado, que abarca el rostro, la región preorbital de la bóveda craneana, los huesos cuadrados y partes del cuadratoyugal, el cóndilo occipital y mandíbulas casi completas. Fue recolectado de la "Capa 2" de estratos del Titoniense (Jurásico Superior) de los lechos de Ulan Malgait, en la localidad Shar Teeg en la provincia de Govi-Altái de Mongolia, incrustado en arcilla gris. Halliday et al. (2013) establecieron que "S." shartegensis comparte algunos rasgos con otras especies de Sunosuchus, y no puede ser diferenciado del holotipo de S. thailandicus. Aun así, carece de sinapomorfias definitivas de S. thailandicus, y posiblemente incluso de los Goniopholididae, lo que sugiere que puede pertenecer a especies diferentes. Usando una versión actualizada del análisis filogenético de Andrade et al. (2011), Halliday et al. (2013) encontraron que "S." shartegensis es el taxón hermano de Kansajsuchus de Tayikistán. La adición de S. thailandicus (basada en el holotipo) al análisis no confirma la asignación de "S." shartegensis a "S." cf. thailandicus, lo que resulta en una gran politomía.
Un nombre de género alternativo para S. thailandicus fue propuesto por Jeremy E. Martin, Komsorn Lauprasert, Eric Buffetaut, Romain Liard y Varavudh Suteethorn en 2013, basándose en el descubrimiento de elementos craneales asociados con los restos mandibulares, creando la nueva combinación (combinatio nova) Chalawan thailandicus. El nombre del género se deriva del nombre de Chalawan, un gigante de la mitología de Tailandia que puede tomar la forma de un cocodrilo con dientes de diamante. Un premaxilar, entre otros de los nuevos materiales descubiertos, llevaron a la reasignación de Chalawan a Pholidosauridae. Adicionalmente, Chalawan así como los Goniopholididae y Pholidosauridae comparten la presencia de una depresión localizada en la pared lateral del maxilar y el yugal. El estudio de Martin et al. (2013) se publicó en línea varios meses después del de Halliday et al. (2013), por lo tanto la influencia del material descubierto sobre el estatus taxonómico de "S." shartegensis es desconocida.

## Paleobiología
La presencia de Chalawan en Tailandia indica que el Sureste Asiático se había vuelto parte de Laurasia ya en el Jurásico. Las demás especies de asiáticas de folidosáuridos, al ser conocidas de China, también fueron residentes de Laurasia. Se deduce que el Sureste Asiático debió entrar en contacto con Laurasia por la época en que Chalawan migró a Tailandia, ya que era un animal estrictamente de agua dulce. Basándose en la geología de la región, C. thailandicus muy probablemente habitó en ambientes de lagos y ríos junto a una cadena montañosa. Durante el Triásico Medio o el Triásico Superior, las masas terrestres de Thai-Chan, Indochina, y el sur de China colisionaron como parte de la orogenia de Indonesia para formar esas montañas. La erosión resultó formando la distintiva molasa en la que se hallaron los restos de Chalawan. También allí se encontraron los restos de bivalvos y dientes de otros crocodiliformes, reforzando la idea de que Chalawan habitaba entornos de agua dulce.